# Paul Pagès
Paul Siméon Isidore Pagès né le 9 avril 1895 à Bassan et mort le 9 octobre 1975 à Montpellier, est un professeur à la faculté de Médecine de Montpellier décoré de la croix de guerre. Également philosophe et neuro-psychiatre, il devient président de l'Académie des sciences et lettres de Montpellier en 1971.

## Biographie
Paul Pagès est le fils d'un facteur rural de Bassan (Hérault). Victime d'une attaque de croup à huit ans, il écrit au bactériologiste et immunologiste Émile Roux, inventeur du sérum antidiphtérique, pour le remercier. 
Il intègre la Faculté des Sciences de Montpellier en 1913-14 et la termine la guerre au cours des élèves médecins auxiliaires à l'hôtel-Dieu de Lyon. Blessé, il est décoré de la croix de guerre. En 1919, il est reçu major au concours de Santé Militaire et sera reçu à l'agrégation de médecine en 1928 puis chargé de l'enseignement de la Pathologie expérimentale.

## Travaux
En 1937, il obtient la chaire de Pathologie Générale et consacre ses travaux expérimentaux aux relations entre tuberculose et cancer et lui succède en 1937 à la chaire de Pathologie Générale.
Il devient progressivement philosophe et historien de la médecine montpelliéraine et remet en honneur le  vitalisme  de Barthez, prolongement de la doctrine hippocratique, et de ses suiveurs, Lordat, Antoine Béchamp et Raymond Grasset. 
Il pratique l'homéopathie, découverte pendant ses années d'agrégation. Sa parfaite maîtrise de la langue allemande et son statut d'ancien combattant font de lui le meneur de la délégation professorale chargée de représenter la Faculté de Médecine aux cérémonies de jumelage universitaire entre Montpellier et Heidelberg en 1957.
La découverte des travaux du pathologiste allemand Friedrich Feyrter sur le système endocrinien diffus lui inspire toute une série de travaux qui en étend la notion au système nerveux, y individualise 2 types cellulaires, démontre le rôle de hormone de croissance somatotrope dans son développement et suggère une origine embryologique dans la crête neurale. Il fera l'objet de la thèse inaugurale de son fils André Pagès, futur professeur d'Anatomie Pathologique.
A sa retraite, il poursuit son activité intellectuelle. Membre de l'Académie des sciences et lettres de Montpellier  depuis 1941, il en devient le président en 1971 jusqu'en 1974.

## Famille
Paul Pagès est le père du professeur de médecine, cancérologue, André Pagès, décédé le 9 janvier 2014, et professeur honoraire de la faculté de médecine élu à l'Académie des Sciences et des lettres en 1996. Ensemble ils publièrent des travaux originaux sur le système des cellules claires de Feyrter, préfiguration du système APUD.
André Pagès installe le service d’anatomie pathologique à l’hôpital Guy de Chauliac. Il y développe les techniques nouvelles : microscopie électronique, techniques de marquage. 
Paul Pagès est aussi membre de la famille de Thierry-Paul Valette. Le militant français est son arrière cousin.  

## Décoration
- Croix de guerre 1914-1918 (France)